# Thinophilus revicilius
Thinophilus revicilius är en tvåvingeart som beskrevs av Negrobov 1971. Thinophilus revicilius ingår i släktet Thinophilus och familjen styltflugor. Inga underarter finns listade i Catalogue of Life.